# سیارک ۹۶۸۲
سیارک ۹۶۸۲ (به انگلیسی: 9682 Gravesande، نامگذاری:4073P-L) نه هزار و ششصد و هشتاد و دومین سیارک کشف شده‌است که در ۲۴ سپتامبر ۱۹۶۰ کشف شد.
قدر مطلق سیارک برابر ۱۵٫۴۰ است.